# Ministerium für Land- und Ernährungswirtschaft, Umwelt und Verbraucherschutz des Landes Brandenburg
Das Ministerium für Land- und Ernährungswirtschaft, Umwelt und Verbraucherschutz des Landes Brandenburg (MLEUV) ist das Landwirtschafts- und Umweltministerium des Landes Brandenburg mit Sitz in Potsdam und eines seiner neun Ministerien.

## Leitung
Seit dem 13. Dezember 2024 ist Hanka Mittelstädt (SPD) Ministerin im Kabinett Woidke IV. Staatssekretär ist seit dem 11. Dezember 2024 Gregor Beyer.

## Geschichte
In der 1945 gebildeten ersten Regierung der damaligen Provinz Brandenburg (Kabinett Steinhoff I) existierten noch keine Ministerien. Für Ernährung, Landwirtschaft und Forsten war der 2. Vizepräsident Edwin Hoernle zuständig, der noch 1945 von Heinrich Rau abgelöst wurde. In der 1946 folgenden Regierung waren diese Ressorts dem Wirtschaftsministerium zugeordnet. Von 1950 bis zur Auflösung des Landes Brandenburg 1952 bestand ein eigenes Landwirtschaftsministerium.
Zur Wiedergründung des Landes Brandenburg im Jahr 1990 wurden auch ein Landwirtschafts- und ein Umweltministerium eingerichtet. 1999 wurden beide zum Ministerium für Landwirtschaft, Umweltschutz und Raumordnung vereinigt.
Bis heute wurden die Zuständigkeiten des Ministeriums häufig geändert. So wurde 2004 der Bereich „Raumordnung“ und 2009 weiterhin der Bereich „Landwirtschaft“ an das Infrastrukturministerium abgegeben. Gleichzeitig kam der Bereich „Gesundheit“ vom Sozialministerium hinzu. 2014 wurden die Anpassungen von 2009 rückgängig gemacht. Der Bereich „Verbraucherschutz“ befand sich außerdem von 2014 bis 2024 in der Zuständigkeit anderer Ministerien.
Folgende Namen trug das Ministerium seit 1990: 
| Zeitraum    | Bezeichnung                                                                  |
| ----------- | ---------------------------------------------------------------------------- |
| 1990 – 1999 | Ministerium für Ernährung, Landwirtschaft und Forsten (Vorgänger)            |
| 1990 – 1999 | Ministerium für Umwelt, Naturschutz und Raumordnung (Vorgänger)              |
| 1999 – 2004 | Ministerium für Landwirtschaft, Umweltschutz und Raumordnung                 |
| 2004 – 2009 | Ministerium für Ländliche Entwicklung, Umwelt und Verbraucherschutz          |
| 2009 – 2014 | Ministerium für Umwelt, Gesundheit und Verbraucherschutz                     |
| 2014 – 2019 | Ministerium für Ländliche Entwicklung, Umwelt und Landwirtschaft             |
| 2019 – 2024 | Ministerium für Landwirtschaft, Umwelt und Klimaschutz                       |
| seit 2024   | Ministerium für Land- und Ernährungswirtschaft, Umwelt und Verbraucherschutz |

## Aufgaben und Organisation
Das Ministerium gliedert sich in folgende Abteilungen:
- Abteilung 1: Zentrale Angelegenheiten
- Abteilung 2: Wasser und Bodenschutz
- Abteilung 3: Ländliche Entwicklung, Landwirtschaft und Forsten (mit der Stabsstelle „Digitalisierung, Betreuung parlamentarischer Angelegenheiten“)
- Abteilung 4: Naturschutz
- Abteilung 5: Umwelt, Klimaschutz, Nachhaltigkeit

## Nachgeordnete Behörden
Dem Ministerium sind folgende Einrichtungen nachgeordnet:
- Landesoberbehörden
  - Landesamt für Umwelt (LfU), Potsdam
  - Landesamt für Ländliche Entwicklung, Landwirtschaft und Flurneuordnung (LELF), Frankfurt (Oder)
- Einrichtungen des Landes
  - Nationalpark Unteres Odertal – Verwaltung, Schwedt/Oder
- Landesbetriebe
  - Landesbetrieb Forst Brandenburg (LFB), Potsdam

## Staatssekretäre im Ministerium
- 1990–1994: Paul Engstfeld
- 1990–1996: Günther Wegge
- 1994–1999: Rainer Speer
- 1996–2000: Hans-Hermann Bentrup
- 1999–2004: Friedhelm Schmitz-Jersch
- 2000–2009: Dietmar Schulze
- 2009–2012: Heinrich-Daniel Rühmkorf
- 2012–2014: Almuth Hartwig-Tiedt
- 2014–2019: Carolin Schilde
- 2019–2021: Silvia Bender
- 2022–2024: Anja Boudon
- seit 2024: Gregor Beyer